# Ляховская (деревня)
Ляховская — деревня в Красноборском районе Архангельской области. Входит в состав Черевковского сельского поселения.

## География
Находится в юго-восточной части Архангельской области на расстоянии приблизительно 12 км на севе-северо-запад по прямой от административного центра поселения деревни Черевково на левобережье реки Северная Двина.

## История
В 1859 году здесь (деревня Сольвычегодского уезда Вологодской губернии) было учтено 9 дворов.

## Население
| 2010 |
| ---- |
| 9    |

Численность населения: 45 человек (1859 год), 10 (русские 100 %) в 2002 году, 9 в 2010.